# Pizza Patrón
O Pizza Patrón Inc. é uma cadeia de pizzarias americana, anteriormente sediada em Dallas e atualmente sediada em San Antonio, Texas. Foi fundada em 1986 por Antonio Swad e Bernadette Fiaschetti. Em 2016, Swad vendeu a Pizza Patrón a Charles Loflin, o novo CEO.
A cadeia abriu principalmente locais em bairros com uma elevada proporção de residentes latinos e atualmente opera no Arizona e no Texas. Para além dos 100 locais da franquia no sudoeste dos Estados Unidos, estão atualmente em desenvolvimento mais 40.

## Fundação
A Pizza Patrón foi fundada em 1986 por Antonio Swad, de ascendência libanesa e italiana. Swad é também conhecido por ter fundado a marca Wingstop, que foi vendida em 2003 para se concentrar no crescimento da marca Pizza Patrón. A marca foi entretanto vendida e Swad está agora a trabalhar em outros empreendimentos de restauração. A Pizza Patron também foi fundada por Bernadette Fiaschetti, que é de ascendência italiana e irlandesa. Fiaschetti é também conhecida por ter fundado a Wingstop. Desde então, ela deixou de trabalhar em restaurantes e agora apresenta um programa de rádio nacionalmente sindicado na iHeartMedia chamado One Life Radio.

## Relançamento da marca
Em 2018, a Pizza Patron passou por um relançamento da marca para atrair uma base de consumidores mais jovens. A transição incluiu vários segmentos diferentes, incluindo uma mudança de logótipo.

## Expansão, novos itens de menu
Em 3 de maio de 2007, a empresa informou que as vendas nos primeiros três meses de 2007 tinham aumentado 35% em comparação com as vendas durante os primeiros três meses de 2006. A empresa atribuiu o forte crescimento das vendas à publicidade gerada pelas notícias sobre a campanha “Pizza for Pesos” e afirmou que a sua política de aceitação de pesos, inicialmente prevista para durar apenas até ao final de abril, se tornava permanente.
O Pizza Patrón decidiu expandir os seus horizontes em linha, reforçando a sua presença em linha. Com as encomendas em linha da empresa a tornarem-se mais frequentes, foi lançada uma aplicação de entrelaçamento no final de março de 2020.